# Sicklerite
La sicklerite è un minerale.